# Elephant Mountain
Az 1969-es Elephant Mountain a The Youngbloods nagylemeze. A legtöbb dal producere Charlie Daniels. Ez alól kivétel képeznek a Smug, Quicksand és Sham dalok, melyeket még Jerry Corbitt kilépése előtt rögzítettek. Ezek producerei a Bob Cullen és a The Youngbloods tagjai. A Billboard 200 listán a 118. helyig jutott.
Az album szerepel az 1001 lemez, amit hallanod kell, mielőtt meghalsz könyvben.

## Az album dalai
|     | Cím                                           | Szerző(k)                                | Hossz |
| --- | --------------------------------------------- | ---------------------------------------- | ----- |
| 1.  | Darkness, Darkness                            | Jesse Colin Young                        | 3:51  |
| 2.  | Smug                                          | Young                                    | 2:13  |
| 3.  | On Sir Francis Drake                          | Lowell Levinger                          | 6:44  |
| 4.  | Sunlight                                      | Young                                    | 3:07  |
| 5.  | Double Sunlight                               | Joe Bauer, Levinger, Young               | 0:41  |
| 6.  | Beautiful                                     | Young                                    | 3:49  |
| 7.  | Turn It Over                                  | Bauer, Levinger, Young                   | 0:15  |
| 8.  | Rain Song (Don't Let the Rain Bring You Down) | Collins, Jerry Corbitt, Felix Pappalardi | 3:13  |
| 9.  | Trillium                                      | Bauer, Levinger, Young                   | 3:08  |
| 10. | Quicksand                                     | Young                                    | 2:41  |
| 11. | Black Mountain Breakdown                      | Bauer, Levinger, Young                   | 0:40  |
| 12. | Sham                                          | Young                                    | 2:44  |
| 13. | Ride the Wind                                 | Young                                    | 6:37  |